# フェラーリ・640
フェラーリ 640 (Ferrari 640) は、スクーデリア・フェラーリが1989年のF1世界選手権参戦用に開発したフォーミュラ1カー。ジョン・バーナードが設計した。1989年の開幕戦から、最終戦まで実戦投入された。
フェラーリとしてのコードナンバーである「640」が名称として使われる場合が多いが、フェラーリ F189とも呼称される。

## 概要

### 開発と経緯
総帥エンツォ・フェラーリから直接「今までに無い革新的なマシンを造ってほしい」と依頼されていたジョン・バーナードによって1988年5月に完成された前作639には、F1マシンで初めてとなるセミオートマチックトランスミッション（セミAT）と、ターボエンジンに代わって自然吸気V12エンジンが搭載されていた。バーナードは当初639を1988年シーズン中に実戦デビューさせる案を持っていたが、完成の遅れとセミAT関連の技術トラブルが多くミケーレ・アルボレートが酷評したことに加えて、エンツォ・フェラーリの体調悪化・死去により社内情勢がそれ以上の混乱を望まず、引き続きターボ搭載車であるF187/88Cで戦うべきとの意見も根強くあったことなどが重なり実戦投入を断念していた。フィオラノで主にロベルト・モレノによって重ねられた639のテストデータをもとに、1989年シーズン開幕に向けて実戦的な改良を施したマシンが640である。
1989年からレギュレーション改定によって全車3.5リッター自然吸気エンジンとなり、フェラーリは5バルブ、バンク角65度のV12エンジンを搭載した。高回転型エンジンの出力特性に合わせ、セミATは通常より多い7速仕様とされた。ステアリング裏に2枚のパドルがあり、右を引くとシフトアップ、左を引くとシフトダウンの電気信号が送られ、油圧制御のトランスミッションが変速する機構だった。足元のクラッチペダルは発車時のみ使用する。
セミAT化によりシフトノブやシフトリンケージが不要となり、モノコックは細長く設計された。斜めに突き出したノーズは「カモノハシのくちばし」に喩えられ、前年のマーチ・881と同じく、ノーズコーン下面とアンダーパネルには段差があり、数センチ持ち上げられたハイノーズ構造になった。
フロントサスペンションには一般的なコイルスプリングではなく、トーションバースプリングを採用。ダンパーをモノコック上に水平に配置し、プッシュロッドをリンクした。リヤサスペンションのショックユニットもギヤボックス上に配置され、側面を絞り込んだカウルデザインを可能とした、このサスペンションのレイアウトはメンテナンスやセッティングのためのアクセスが容易でその後多くのチームが模倣した。
サイドポンツーンはジョン・バーナードがマクラーレン時代から得意とする「コークボトルライン」を大型化した形状である。前輪サスペンションアーム付近の狭いインテークから始まり、横に大きく膨らんでから、リアに向けて絞り込まれた。このヴァイオリンのような曲面に沿って、気流がリアエンドへ導かれた。ラジエーターは通常よりも前寄りに移動し、コクピット脇に搭載された。

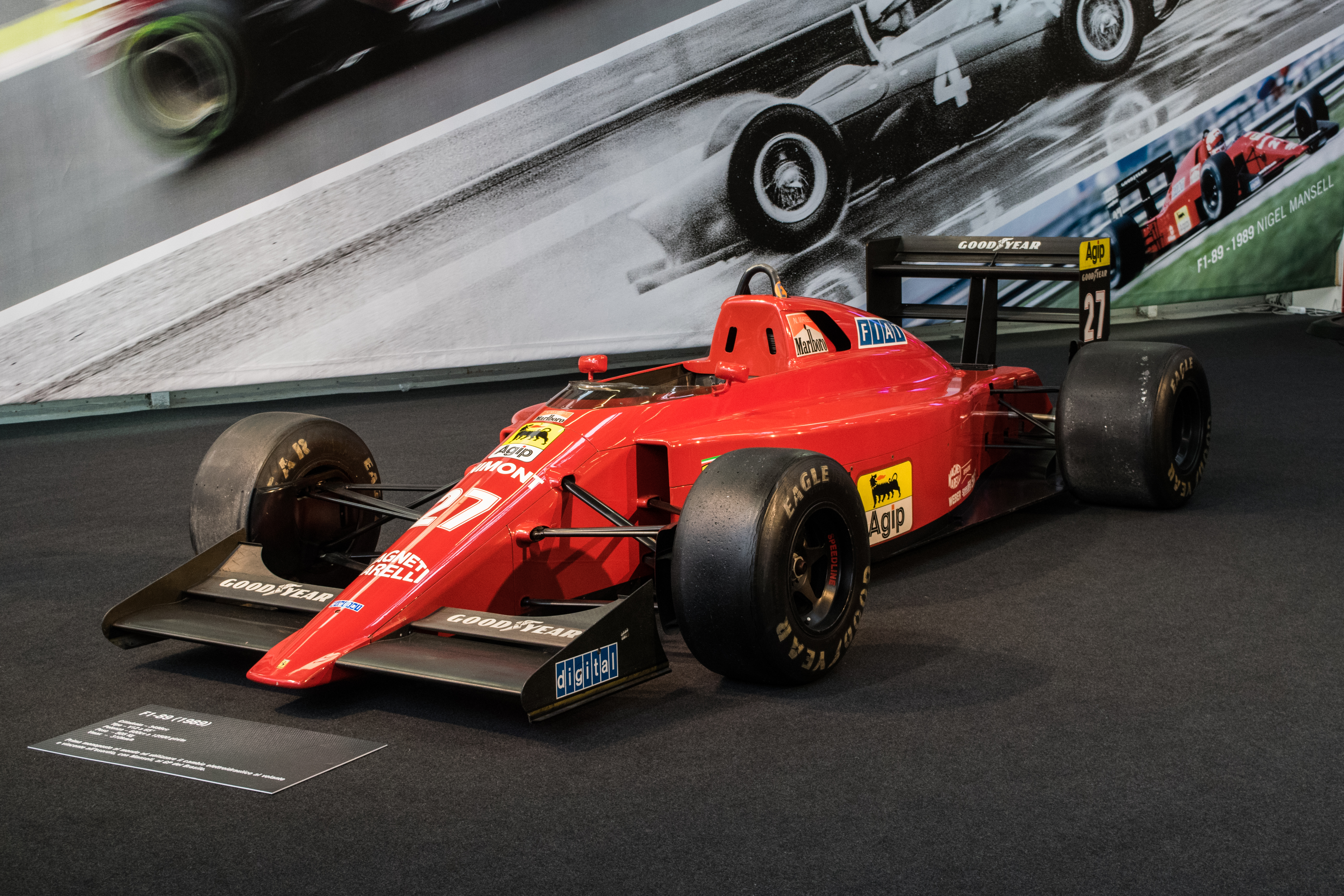
フェラーリ639

エンジンカウルは639と同様に低く、ロールバーが露出し、ヘッドレストの左右両脇にエンジン吸気用のエアインテークを設けていた。第4戦メキシコGP以降はロールバーまで覆う大型のエンジンカウルに変更され、ドライバーの頭上にインダクションポッドが設けられた。バーナードによれば「当初の形式だと十分なラム圧が得られなかったため」の改良だった。
バーナードはフェラーリ本社の製造加工技術に疑問を持っており、そのためモノコックはいわゆるオス型成形の形で製造された。バーナード曰く「1986年の終わりにマラネロを訪れた時、彼らは5軸の加工機械を持っていたが、まだ使い方が分からずに学習中だった」という。

## 1989年シーズン
開幕前のテストではセミAT関連の故障が相次ぎ充分な走り込みが行えず、決勝レース距離を走りきることが一度も出来ていなかったが、初レースとなる開幕戦ブラジルGPではナイジェル・マンセルが完走のみならず優勝という大きな結果をもたらし、周囲を驚かせた。しかしセミATの信頼性はまだまだ不十分で、毎戦のようにトラブルは発生。シーズン延べ30回の出走のうち18回のリタイアを喫した。バーナードによれば、実際に問題を抱えていたのはギアボックスではなくオルタネーターで、オルタネーターからの電気が途絶えるとまずギアボックスに問題が起こるというのが真相だった。元々前後ウイングのメイン・プレーンは硬いものだったが、この年より翼端板もほぼ同じ硬度のものになった。
第2戦サンマリノGPでは、角度のきつい縁石というコース特性にこの硬質なフロントウイングが逆に仇となり、コーナリング中にフロントウイングが折れたためにタンブレロコーナーでクラッシュしたゲルハルト・ベルガーのマシンが炎上。ベルガーは手に火傷を負い次戦を欠場した。この事故ではモノコックの両側に張り出した燃料タンクの設計が問題視され、翌年に向けてタンクの寸法が規制されることになった。バーナードはこの事故を、「イモラでのベルガーのアクシデントで、もし彼がもっと重傷でキャリアを絶つようなことになっていたら、私は即座にレースの世界から引退していた。かなりショックを受けた。640の設計ではすべての部品を軽くしようと心掛けて、あらゆる部品の軽量化を実現した。特にウイングを軽くしようと思い弾力性を持たせた。それが裏目に出てしまった結果なので非常に残念だった。私が見過ごしていたのは、イモラではドライバーは縁石を当然のように使うという事だ。弾力性のない硬いサイドプレートでその走りをすると、弾力のあるウィング本体側のマウントへの負荷が大きすぎて壊れてしまったんだ。報道されたような取付方法のミスでは無くてね。」と回顧している。
この年もマクラーレンの優位は続いたが、マンセルは中盤戦から連続して表彰台を獲得し、ハンガリーGPでは予選12番手からアイルトン・セナを逆転し優勝した。ポルトガルGPでは640がマクラーレンをしのぐ速さをみせ、ベルガーが優勝したが、マンセルは黒旗失格後も走行を続け、セナを道連れにクラッシュした。
640はシーズン3勝を挙げたものの完走率の低さが影響し、コンストラクターズランキングでは2勝のウィリアムズ・ルノーに次ぐ3位となった。
バーナードは640について、「設計時点からゲルハルトという背の高いドライバーと、12気筒の長いエンジンがあったので、燃料タンクの位置がここしかない、という厳しさがあった。なので出来には満足できていなかった。12気筒エンジンはマシン全体の設計を難しくするよ。こちらからはエンジン全長はもう仕方ないので、とにかく幅は狭くしてほしいという希望は出した。」「トラブルが多く出る困難の中、640は開幕戦で優勝して周囲をあっと言わせた。そして翌1990年はフェラーリにとって大当たりの年になっただろう？1987年からフェラーリに在籍して、3年サイクルの上昇気流を生んだマシンだと思っている。以後640の各部をコピーしたマシンも出現し、何年もたった1995年のジョーダンのマシンでも、サイドポンツーンやシャシー下部のデザインは私の見るところ640時代のコピーだからね。それだけ魅力的なマシンだったと思っている。」と結果には一定の満足感を述べており、ドライバーのベルガーもセミATの導入は有効だったか？という質問に「間違いなく大きな武器だった」と高評価を与えている。
一方でバーナードは640の弱点を「サイドポンツーンのインテーク形状が、石やいろいろなものを拾い集めやすい形状になっていて、ラジエーターにダメージを与えて戻ってくることも多かった。実戦投入するまでそれは想定していなかった。この経験によって以後デザインするマシンではインテーク下端を床面から距離を取った設計にするようになった。」と話し、もう一点付け加えて「信頼性不足、特に電子制御システムのトラブル発生は我々を悩ませ続けた。セミATの問題点は小さなパーツ、あるいはとても些細なところが故障するという事なんだ。その修理自体はとても簡単なんだけど、その小さな要因のせいでレースを失ってしまうのでチームの士気の維持を難しくさせた。私がフェラーリを離れた後の1990年のモナコGPでもバッテリートラブルが発生していたのを見たけど、あんなトラブルは2年も費やした後のマシンには決して起きてはいけないものだ。残念ながらまだ未解決のようだね。」とベネトン移籍後に回答している。

## スペック

### シャーシ
- シャーシ名 640(F189）
- ホイールベース 2,830 mm
- 前トレッド 1,800 mm
- 後トレッド 1,675 mm
- クラッチ AP
- ブレーキキャリパー ブレンボ
- ブレーキディスク・パッド ブレンボ
- ホイール スピードライン
- タイヤ グッドイヤー
- ギヤボックス 7速セミオートマチック

### エンジン
- エンジン Tipo035
- 気筒数・角度 V型12気筒・65度
- 排気量 3,497.9cc
- ピストンボア 84mm
- ストローク 52.6mm
- 最大馬力 660馬力
- スパークプラグ チャンピオン
- 燃料・潤滑油 Agip

## 記録
| 年   | No. | ドライバー | 1   | 2   | 3   | 4   | 5   | 6   | 7   | 8   | 9   | 10  | 11  | 12  | 13  | 14  | 15  | 16  | ポイント | ランキング |
| 年   | No. | ドライバー | BRA | SMR | MON | MEX | USA | CAN | FRA | GBR | GER | HUN | BEL | ITA | POR | ESP | JPN | AUS | ポイント | ランキング |
| ---- | --- | ---------- | --- | --- | --- | --- | --- | --- | --- | --- | --- | --- | --- | --- | --- | --- | --- | --- | -------- | ---------- |
| 1989 | 27  | マンセル   | 1   | Ret | Ret | Ret | Ret | DSQ | 2   | 2   | 3   | 1   | 3   | Ret | DSQ | EX  | Ret | Ret | 59       | 3位        |
| 1989 | 28  | ベルガー   | Ret | Ret | INJ | Ret | Ret | Ret | Ret | Ret | Ret | Ret | Ret | 2   | 1   | 2   | Ret | Ret | 59       | 3位        |

- 太字はポールポジション、斜字はファステストラップ、INJは負傷欠場、DSQは失格、EXは出場停止
  - 第6戦カナダGPのマンセルはピットレーン信号違反により失格。
  - 第13戦ポルトガルGPのマンセルはピットレーン逆走（リバースギア使用）により失格。黒旗無視のペナルティで第14戦スペインGPは出場停止。
- ドライバーズランキング4位（ナイジェル・マンセル）2勝 予選最高位3位7回
- ドライバーズランキング7位（ゲルハルト・ベルガー）1勝 予選最高位2位3回